# Àcid rumènic
L'àcid rumènic, de nom sistemàtic àcid (9Z,11E)-octadecan-9,11-dienoic, és un àcid carboxílic amb de cadena lineal amb devuit àtoms de carboni i dos dobles enllaços als carbonis 9 i 11, cis i trans respectivament, la qual fórmula molecular és {\displaystyle {\ce {C18H32O2}}}. En bioquímica és considerat un àcid gras que se'l troba en la llet i la carn dels remugants.

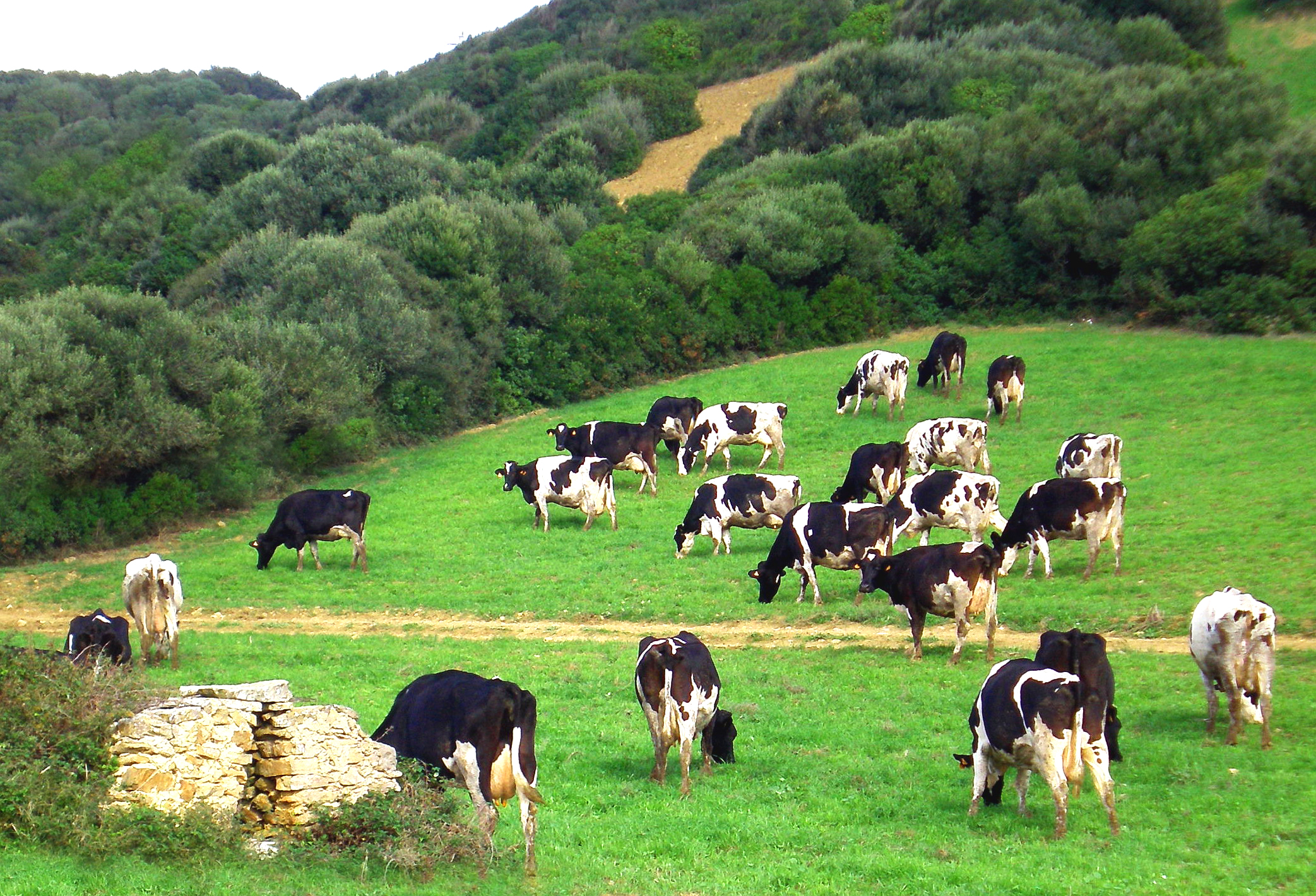
Vaques pasturant a Menorca

L'àcid rumènic és un isòmer de posició de l'àcid linoleic, que presenta els dobles enllaços conjugats. Es biosintetitza en el rumen dels remugants per part dels bacteris Butyrivibrio fibrisolvens que conté, com a intermediari en la hidrogenació de l'àcid linoleic per a sintetitzar àcid vaccènic.
L'àcid rumènic és el principal àcid gras conjugat contingut en la llet, altres productes lactis i carns de remugants, present també en el teixit adipós humà; la seva quantitat en els éssers humans està significativament relacionada amb la ingesta de greixos de la llet. Els estudis biomèdics amb models animals han demostrat que aquest isòmer té activitats anticarcinogèniques i antiherogènic.